# CRB3
CRB3‏ (Crumbs 3, cell polarity complex component) هوَ بروتين يُشَفر بواسطة جين CRB3 في الإنسان.